# ليزا غرونوالد
ليزا غرونوالد (بالإنجليزية: Lisa Grunwald)‏ (1959)؛ كاتِبة مُتخصِّصة في أدب الأطفال، صحفية وروائية أمريكية.